# Koshantschikovius desaegeri
Koshantschikovius desaegeri är en skalbaggsart som beskrevs av Bordat 1996. Koshantschikovius desaegeri ingår i släktet Koshantschikovius och familjen Aphodiidae. Inga underarter finns listade i Catalogue of Life.